# Barquisimeto
Barquisimeto é a capital e a cidade mais populosa do estado de Lara, no oeste da Venezuela. Conhecida como a Capital Musical da Venezuela e Cidade dos Crepúsculos - por seus belos entardeceres - Barquisimeto tem uma população de 1 242 351 habitantes em 2013, tornando-se a quinta cidade mais populosa do país, depois de Caracas, Maracaibo, Maracay e Valencia - além de ser o principal centro cultural, econômico, educacional e industrial da região centro-oeste do país, exercendo grande influência sobre os estados que a compõem. Foi fundada em 1552 por Segovia Juan de Villegas, tornando-se uma das 10 cidades mais antigas da Venezuela.
Sua principal atividade econômica é a indústria de comércio, que representa um notável centro industrial do centro-oeste. Barquisimeto é conhecida também por ser um dos centros artísticos e culturais importantes da Venezuela, além de ser o berço de inúmeros artistas e músicos da história cultural nacional. É considerada uma cidade universitária, devido ao grande número de oportunidades de estudo oferecidas por diversas instituições instaladas na cidade, entre os quais o Centro Universitário Ocidental Lisandro Alvarado, o Instituto Pedagógico de Barquisimeto, a Universidade Nacional Experimental Politécnica e a Universidade Politécnica Territorial Andrés Eloy Blanco, posicionadas entre as melhores do país.
O Cardenales de Lara, um dos maiores times tradicionais de beisebol na Venezuela, tem sua sede em Barquisimeto, no estádio Antonio Herrera Gutiérrez, bem como o Club Deportivo Lara, com sede no Estádio Metropolitano de Lara, localizado ao sul da cidade. A cidade possui, ainda, um sistema ferroviário que a interliga a outras regiões do centro-oeste do país, servindo a toda a região. Barquisimeto também possui um sistema de ônibus de trânsito rápido, que é o principal sistema de transporte da cidade.

## História

### Primeiros habitantes
O vale onde a cidade está localizada era habitado há séculos por diferentes grupos étnicos indígenas, tais como Axaguas, Caquetios, Gayones e Jirahara, entre os quais predominavam influentemente o Caquetios, cuja língua predomina nos nomes de alguns lugares espalhados hoje pela cidade. Essas tribos faziam parte de uma grande nação que se estendia desde o Mar do Caribe até o rio Orinoco.
A chegada dos primeiros europeus à Barquisimeto foi comandada pelo oficial alemão Nicolas de Federman, da casa de Welser de Augsburg. E em relação a esta viagem, Federmann sugere que os povos indígenas da região "formavam um grande guerreiro de proteção à cidade" e que vivia "às margens de um grande rio." De acordo com Federman, ele e sua expedição foram forçados pelo Caquetios a viver nas montanhas, sendo os únicos a ocuparem e governarem a plana e fértil terra do vale.

### Fundação
A fundação de Barquisimeto se inicia como uma vila em 1552, através do oficial Juan de Villegas. Barquisimeto foi a primeira cidade fundada no oeste da Venezuela, funcionando como um centro de operações a partir do qual o processo da conquista começou. Lá, Juan de Villegas recebe uma mensagem urgente de um índio, Damian del Barrio, que lhe conta uma história de seu interesse: nas montanhas de Buria, o rio de mesmo nome, foram encontrados pedaços de ouro. A notícia causou um alvoroço entre os moradores, e a chance de ficar rico rapidamente e facilmente fez com que o trabalho agrícola fosse abandonado por Juan de Villegas. A vila criada na região para exploração do ouro foi chamada de Buria. Esta localidade serviu de apoio para a exploração das minas de ouro. A vila de Buria não durou muito tempo, já que a rápida extinção de minas e doenças mortais atingiram seus habitantes e resultou numa emigração compulsória, fato que ocorreu em 1556.
Ainda em 1556, mais uma vez uma localidade surgiu, desta vez com o nome de Nueva Segovia de Barquisimeto. Quando a pequena localidade começou a solidificar-se no ano de 1561, foi transformada em cinzas pelo tirano Lope de Aguirre e seus homens, vindos do Peru. Lope de Aguirre foi perseguido e morto por um de seus homens. Essa ação causou a mudança da pequena cidade, que se reergueu pela terceira vez. Naquela época, Nueva Segovia conseguiu assentar-se em um lugar conhecido como "Desembocadero Barquisimeto" onde os rios Turbio e Claro se encontram. Infelizmente, ela sofreu graves inundações devido à instabilidade do local escolhido, e novamente o local se moveu.
Finalmente e pela quarta vez, Nueva Segovia de Barquisimeto muda de local em 1563, ocupando as terras altas onde está localizada hoje, onze anos depois de Juan de Villegas fundar o assentamento. É a partir dessa solução que se começa a desenvolver verdadeiramente a cidade, cujas características mais marcantes foram a simetria matemática que são vistas em sua arquitetura colonial, o seu desenvolvimento a partir desse momento foi ininterrupto e crescente.

### Era colonial e pré-independência
O primeiro passos da cidade, conforme o relatório descritivo, foram obtidos a partir dos governos dos primeiros prefeitos de Nueva Segovia a partir de 1579, sete anos após a decisão firme de construir a cidade no planalto. Os nomes das ruas naquela época eram: Santiago, Ocean, Damas, Saint Kitts e Tocuyo. Da mesma forma, os relatórios dão conta de que os nomes e sobrenomes de todas os habitantes da cidade à época vêm dos "reinos de Castela" e "Joan de Villegas", um nativo de Segobia. Nota-se que eram apenas 40 casas com um total de cerca de 200 habitantes. A 9 de março de 1779, em uma intensa visita pastoral, chegou à Nueva Segovia o bispo Mariano Martí, para levantar um censo completo, onde observou que a cidade era habitada principalmente por colonos espanhóis. Ele observou que havia 303 casas, 392 famílias e 8.776 habitantes.
Durante a independência, Barquisimeto juntou-se ao movimento de libertação, juntamente com outros heróis da assinatura da Declaração de Independência da Venezuela em 5 de julho de 1811. Barquisimeto foi visitada várias vezes por Simon Bolívar e a cidade foi palco de uma das batalhas da Campanha Admirável, a Batalha de Los Horcones, onde hoje está um monumento em sua comemoração.

### Século XIX e início do século XX

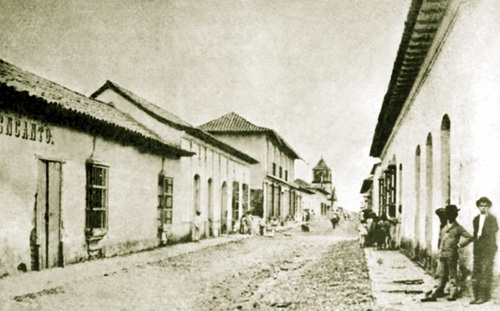
Vista de uma via da cidade, no fim do século XIX.

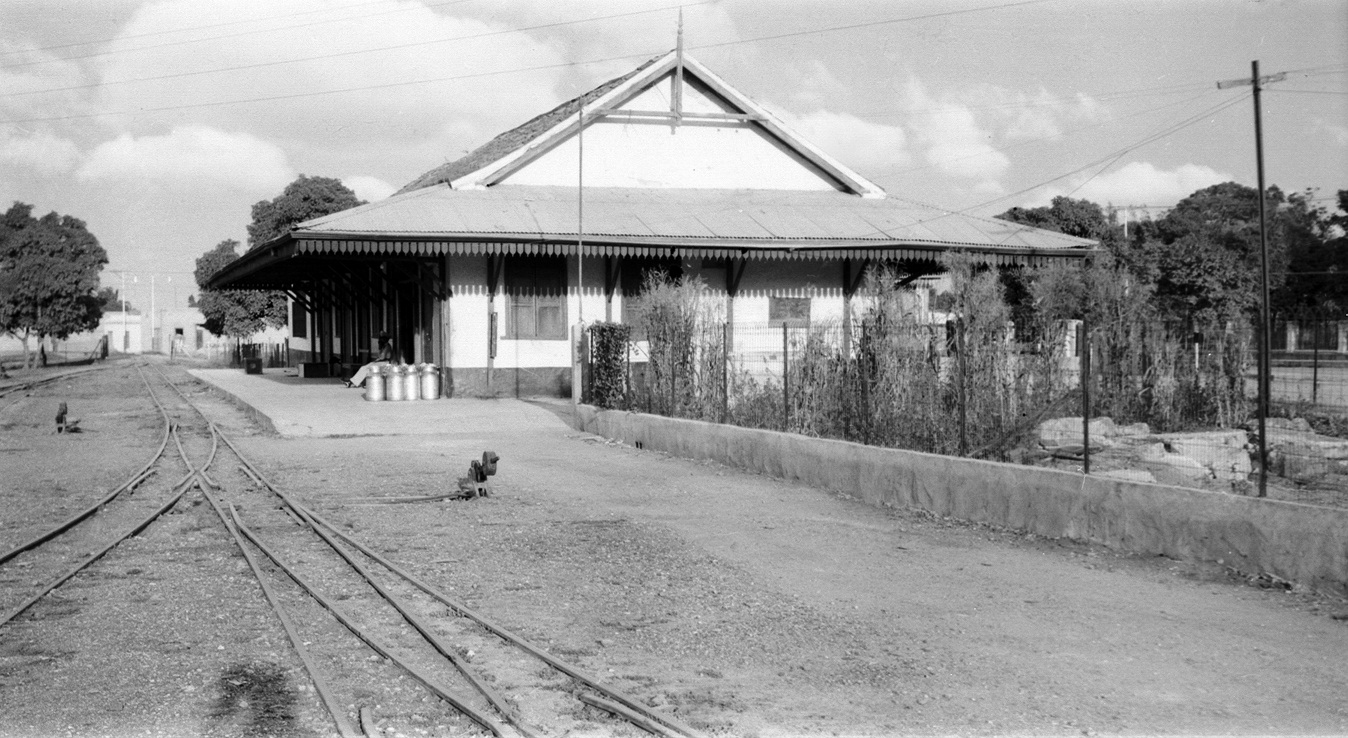
Antiga estação de trem de Barquisimeto (1915).

No início do século XIX, há registros de que a cidade tinha entre oito e dez mil habitantes, e foi possível notar o aumento do crescimento e do progresso, uma vez que não era inferior a três mil o número de casas e edifícios. Os nomes das ruas longitudinais, começando com o lado do rio Turbio eram: Bispo Villarroel, La Paz (mais tarde chamado de Regeneração), Ponte, Islanders (chamado depois de Ayacucho), e Real, que eles chamavam de Libertador. As igrejas eram La Concepcion, que ainda estava na paróquia, Nossa Senhora da Graça, Nossa Senhora de San Juan e San Jose. A praça principal da cidade era a Praça da Igreja de Concepcion. O cemitério da cidade estava localizado em áreas onde atualmente está a igreja Altagracia. Em 1812, um terremoto devastou a cidade, destruindo estruturas importantes, tais como a fachada de várias igrejas e muitas casas. Em 1873, o estado de Lara tinha uma população de 143.818 habitantes, sendo 42.203 habitantes em Barquisimeto, de acordo com informações demográficas dos antigos cronistas da cidade. Com o passar do tempo, mais especificamente em 1891, a cidade tinha 9 blocos de rua e 13 ruas longitudinais, estendendo sua malha urbana para duas avenidas principais em 1922: Liberator Street, que dividiu Barquisimeto a partir de oeste para leste, e Juares, que o separava de norte a sul, suplementado com 11 longitudinais e 21 ruas transversais. As ruas eram pavimentadas. A maioria das calçadas eram de tijolos.
Em fevereiro de 1877, o presidente, o general Antonio Guzmán Blanco construiu o Ferrocaril Bolívar, que ligou Barquisimeto ao centro do país. A estação ferroviária está localizada nos espaços que agora dominam a Catedral de Barquisimeto e este lugar marca o epicentro das atividades comerciais, artísticas, culturais e esportivas da cidade à época. Uma das maiores obras neste período foi, certamente, o Mercado Público, os espaços no National Building que foi construído em 1881 pelo general Jacinto Fabricio Lara, filho do herói da Independência, que ocupou o governo do estado de Lara. Em 1890, o aqueduto foi inaugurado em Barquisimeto, decretado pelo Libertador passando pela cidade em 1821. Em 1896, houve melhora significativa nos serviços de iluminação pública. Em 1897, para reduzir o tempo de circulação de mercadorias e passageiros, Barquisimeto recebeu um bonde aberto, construído pelo engenheiro Andrés Hernández Palacios e gerido pela empresa Bolaño, cujo gerente era Frayle Celestino Garcia. Por iniciativa de Aquilino Juares, governador do estado de Lara, os trilhos atravessavam o Commerce Street. Foi colocado em operação em setembro de 1897. O bonde circulava a partir da Plaza Bolívar (hoje Praça Lara) com uma linha principal para a Catedral (pista 23), em seguida, para o centro comercial, atravessando a Avenida 5 de julho para a estação ferroviária localizada na atual sede da Polícia Geral de Lara.

### História recente
O novo século trouxe para a cidade próspero desenvolvimento e melhorias, um enorme aumento de investimentos na construção civil, indústria, comércio e serviços, o que tem sido um crescimento renovado em Barquisimeto, que se consolida como a quinta maior cidade da Venezuela. É por isso que nos últimos anos, têm aparecido em seus pólos de crescimento, vários centros comerciais, hotéis, edifícios de escritórios, residências e centros de negócios. Realizações notáveis do século XXI foram a implementação da recuperação da cidade histórica, o trabalho de grande importância turística, a criação de uma área de negócios e desenvolvimento na área denominada "O Triângulo", a gentrificação Avenida 20, importante núcleo de desenvolvimento comercial da baixa, a implementação de várias infra-estruturas rodoviárias, como modificar a Avenue ciliar para transformá-la em uma via expressa, a construção de vários distribuidores, um sistema de trânsito rápido de ônibus que funciona como sistema de transporte de massa para a cidade, entre outras obras.

## Geografia
Barquisimeto está situada às margens do rio Turbio. A cidade tem uma localização geográfica no centro-oeste da Venezuela, a 363 quilômetros de Caracas, a capital nacional. Barquisimeto é caracterizado também por um terreno quase totalmente plano, o que facilitou a distribuição de ruas numeradas em ordem crescente. Seu clima é agradável nos meses de dezembro a março.

## Administração

### Relações internacionais
- Goiânia
- São João de Meriti